# Johannesstift Diakonie
Die Johannesstift-Diakonie (Eigenschreibweise Johannisstift Diakonie) ist ein konfessionelles Gesundheits- und Sozialunternehmen in Berlin, Brandenburg, Sachsen-Anhalt, Niedersachsen und Mecklenburg-Vorpommern.
Es handelt sich um eine gemeinsame Dachmarke, unter der seit dem 11. Juni 2019 die Paul-Gerhardt-Diakonie gAG und das Evangelische Johannesstift Berlin auftreten.

## Geschichte

### Paul-Gerhardt-Diakonie
Der Vorgänger der Paul-Gerhardt-Diakonie, der Verein zur Errichtung Evangelischer Krankenhäuser (VzE), wurde im Jahre 1929 von Vertretern der evangelischen Kirche in Berlin gegründet. Kurz darauf begann der Verein mit der Errichtung des Martin-Luther-Krankenhauses in Berlin-Schmargendorf. Im Jahre 1931 übernahm der Verein ein Sanatorium an der Spanischen Allee in Berlin-Nikolassee, das zum Krankenhaus Hubertus umgebaut wurde. Das Evangelische Waldkrankenhaus Berlin-Spandau entstand auf Initiative des Vereins auf dem Gelände eines ehemaligen Lazaretts in Berlin-Falkenhagener Feld.
Im Jahr 2009 schloss sich der Verein zur Errichtung Evangelischer Krankenhäuser mit der Paul-Gerhardt-Stiftung aus Lutherstadt Wittenberg (Sachsen-Anhalt) zur Paul-Gerhardt-Diakonie zusammen. Die Paul-Gerhardt-Diakonie betreibt seitdem Krankenhäuser, Pflege- und Seniorenheime und ist in Berlin der größte konfessionelle Krankenhausbetreiber. Namensgeber wurde der evangelische Theologe Paul Gerhardt.
Die Organisation führte seit dem Ende des 20. Jahrhunderts bis 2017 im Rahmen von Managementverträgen das Altmark-Klinikum gGmbH mit den Krankenhäusern in Salzwedel und Gardelegen. 2018 vollzog der Paul-Gerhardt-Diakonie- e. V. die Fusion mit dem Evangelischen Johannesstift SbR zur jetzigen Johannesstift-Diakonie gAG, der seit dem 11. Juni 2019 gültigen Dachmarke.
In den Krankenhäusern und MVZs der Johannesstift Diakonie mit rund 1800 Betten wurden jahresdurchschnittlich etwa 89.700 stationäre und 277.200 ambulante Fälle behandelt. Die Pflegeeinrichtungen stellten insgesamt rund 700 Pflegeplätze. Das Gesundheitsunternehmen beschäftigte etwa 10.800 Mitarbeiter und hatte einen Jahresumsatz von ca. 780 Mio. Euro.

## Unternehmen
Seit 2019 führt des fusionierte Unternehmen den Namen Johannesstift-Diakonie. Das Unternehmen wird als strategische Management-Holding mit 37 Tochtergesellschaften geführt. Von den Anfängen als diakonische Einrichtung bis zur heutigen Position als wichtiger Akteur in der Gesundheits- und Sozialwirtschaft ist es das erklärte Ziel der Johannesstift-Diakonie, einen positiven gesellschaftlichen Beitrag zu leisten und dabei sowohl ökonomische, ökologische als auch soziale Aspekte gleichermaßen zu berücksichtigen. Das gemeinnützige Unternehmen verfolgt die Mission Menschen zu helfen und Gutes zu tun in den Arbeitsfeldern Medizin, Pflege und Soziales. Alle Gewinne werden wieder reinvestiert, um neue Angebote für Kranke, Kinder und Jugendliche, für Menschen mit Behinderung und für ältere Menschen zu ermöglichen.

## Kritik in den Medien

### Überblick
Die überraschende Mietkündigung von 110 pflegebedürftigen Bewohnern eines von der Johannesstift-Diakonie geführten Altenpflegeheims im Berliner Stadtteil Wedding sorgte Ende Februar 2023 für negatives Medienecho.
Im Verlauf des medialen Shit-Storms stellte sich zuletzt heraus, dass der Pflegeheimbetreiber - die Johannesstift-Diakonie - selbst nur Mieter in dem Gebäude war und jenes nach langjährigen Verhandlungen um Mieterhöhungen nun räumen musste. Da keine neue bezahlbare Immobilie für ein Pflegeheim gefunden wurde, musste der Betrieb letztlich geschlossen werden. Nach Aussage des Eigentümers der Immobilie – dem Paul Gerhardt Stift zu Berlin – werden in diesem Gebäude nun „mehrfach traumatisierte Schutzbedürftige“ untergebracht. Laut FOCUS lukriert die Stiftung mit der Unterbringung von Flüchtlingen höhere öffentliche Zuschüsse als mit der Vermietung an eine Altenpflege.

### Krankenhäuser
(Stand 2020):
- Martin-Luther-Krankenhaus, Berlin

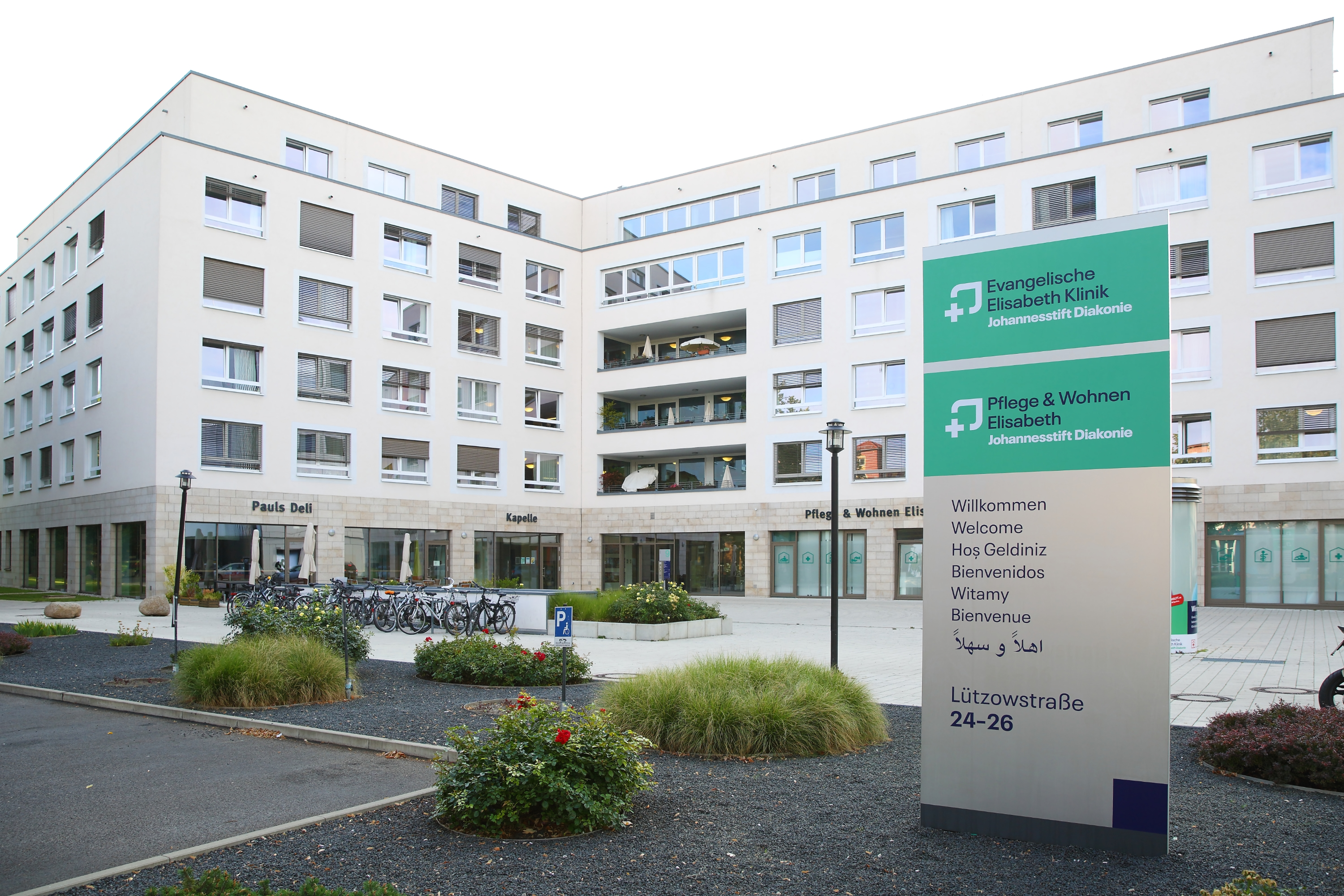
Evangelische Elisabeth-Klinik (2019)

- Evangelisches Waldkrankenhaus Spandau, Berlin-Falkenhagener Feld
- Evangelisches Krankenhaus Hubertus, Berlin
- Evangelische Lungenklinik Berlin
- Evangelische Elisabeth Klinik, Berlin-Tiergarten
- Evangelisches Krankenhaus Paul Gerhardt Stift, Lutherstadt Wittenberg
- Wichernkrankenhaus, Berlin-Spandau
- Evangelisches Geriatriezentrum Berlin (EGZB), Berlin-Wedding
- Klinik Amsee, Waren (Müritz)
- Evangelisches Herzzentrum Coswig, Coswig (Anhalt)

Weiterhin gibt es Medizinische Versorgungszentren (MVZ) an verschiedenen Standorten.

### Pflege/Wohnen und Hospize
- Pflege & Wohnen Anna Maria Gerhardt (196 Plätze), Berlin
- Pflege & Wohnen Elisabeth (112 Plätze), Berlin
- Pflege & Wohnen im Johannesstift, Berlin
- Pflege & Wohnen Johannastift, Berlin
- Pflege & Wohnen am Wasserturm, Hohenneuendorf
- Gemeindepflegehaus Brieselang
- Pflege & Wohnen Hubertus (31 Plätze + 75 Wohnungen)
- Pflege & Wohnen (benannt nach Georg Schleusner), Lutherstadt Wittenberg (172 Plätze)
- Pflege & Wohnen Katharina, Oranienbaum-Wörlitz (125 Plätze)
- Pflege & Wohnen Barbara, Gräfenhainichen, OT Zschornewitz (53 Plätze)
- Pflege & Wohnen Henriette, Oranienbaum-Wörlitz
- Pflege & Wohnen Godehardistift, Hannover
- Pflege & Wohnen Martinshof, Hannover
- Pflege & Wohnen Klein-Buchholz, Hannover
- Pflege & Wohnen Wilhelm Maxen Haus, Garbsen
- Pflege & Wohnen Rodewald
- Pflege & Wohnen Steimbke
- Friedrike-Fliedner-Hospiz
- Katharina-von-Bora-Hospiz
- Paul-Gerhardt-Hospiz
- Simeon-Hospiz

Neben der stationären Langzeitpflege gibt es mehrere ambulante Pflege - und Hospizdienste sowie Servicewohnen, Tagespflege und Hausgemeinschaften an den verschiedenen Standorten.

### Kinder-, Jugend-, Familien-, Behindertenhilfe sowie Rehabilitation
- Johannesstift-Diakonie Jugendhilfe
- Johannesstift-Diakonie Proclusio Services
- Johannesstift-Diakonie Proclusio
- Sport- und Rehazentrum Berlin

### Bildung
Darüber hinaus bildet die Johannesstift-Diakonie aus in Krankenpflegeschulen, Schulen für Physio- und Ergotherapie sowie den Sozialen Fachschulen für Pflege, Sozialpädagogik, für Heilerziehungspflege und Sozialassistenz. Die Diakonie bietet insgesamt 1100 Ausbildungsplätze an. Weiterhin werden an der Diakonie Akademien für Gesundheit und Soziales Fortbildungen an drei Standorten angeboten: in der Paul-Gerhardt-Diakonie-Akademie in Wittenberg, im Evangelischen Johannesstift in Berlin-Spandau und im Evangelischen Geriatriezentrum in Berlin-Wedding.

### Services
Zwei der Tochtergesellschaften bieten innerhalb der Johannesstift Diakonie, aber teilweise auch darüber hinaus Service-Leistungen an. Conciliamus bewegt sich im Bereich der IT und die Johannesstift Diakonie Services erbringt Dienstleistungen wie Reinigung, Sterilisation, Medizintechnik, Einkauf und Logistik, Bau- und Energiemanagement, Catering und Events sowie Immobilienmanagement und Vermittlung internationaler Patientinnen.